# SC Concordia Hambourg
Maillots
Le SC Concordia Hamburg est un club allemand de football localisé à Hambourg, dans la banlieue de Wandsbeck.

## Histoire
Le club a été fondé le 9 mai 1907, sous l’appellation de SC Concordia Wandsbeck. Les fondateurs étaient sept passionnés de cycle polo (un genre de football à vélo). Le football resta un moment au second rang dans le club, mais en raison des fréquentes chutes et autres accidents, le cycle polo fut abandonné.
En 1923, le Concordia fusionna avec un club local appelé, Germania puis en 1937, il prit son appellation actuelle.
Le club resta dans les divisions inférieures de la ville de Hambourg jusqu’après la Première Guerre mondiale. En 1921–1922, il joua dans la Kreisliga Groß-Hamburg – Alsterkreis. Il y termina 6e sur 8. Le club se maintient à ce niveau (parfois après des matches de barrages contre la relégation), puis fut relégué en 1927. 
En 1924, le club emménage dans un nouveau stade, le Stade Marienthal (où il demeure jusqu'en 2009).
Ensuite, le SC Concordia régressa dans la hiérarchie locale et dut attendre le milieu des années 1930, pour revenir parmi l’élite de la ville.
En 1939, le club fut promu dans la Gauliga Nordmark, une des seize ligues créées sur ordre des Nazis dès leur arrivée au pouvoir en 1933. La saison suivante, cette ligue fut scindée en deux. le Concordia joua dans la Gauliga Hamburg mais fut relégué en 1941
Après la Seconde Guerre mondiale, le SC Concordia fut un des fondateurs de l’Oberliga Nord, une des cinq séries supérieures (équivalent D1) créées par la DFB. Le meilleur résultat de Cordi y fut une 6e place décrochée en 1949-1950 et en 1957-1958. Relégué en 1953, le club remonta en 1956 et ne quitta plus cette ligue jusqu’à ce qu’elle fut dissoute en 1963.
Ensuite, le SC Concordia joua en Regionalliga Nord (équivalent D2), jusqu’en 1970. Relégué en Landesliga, le club mit trois saisons pour remonter. En 1973-1974, le cercle joua la dernière saison de la Regionalliga et se classa 10e sur 19. La saison suivante fut créée la 2. Bundesliga. Le SC Concordia glissa en Oberliga Nord (équivalent D3) .
Concordia évolua pendant les dix-sept saisons suivantes au 3e niveau de la hiérarchie allemande. Son meilleur positionnement fut une 5e place obtenue en 1977.
En 1991, le club descendit en Verbandsliga Hamburg Deux saisons plus tard, il remporta dans la nouvelle Regionalliga Nord (à ce moment équivalent D3). Cordi y resta trois saisons, puis dut descendre deux années de suite. D’abord en l’Oberliga Hamburg/Schleswig-Holstein (niveau4), puis vers la Verbandsliga. Concordia remonta de suite vers l’Oberliga et y obtint deux 3e places en 2003 et 2004. 
En 2004, une Oberliga Nord fut recréée par la fusion de celle d’Hamburg/Schleswig-Holstein et de Bremen/Niedersachsen. Mais le Concordia fut directement renvoyé en Verbandsliga. En 2008, la Verbandsliga Hamburg fut rebaptisée Oberliga Hamburg.

## Anciens joueurs
- Davoud Yaqoubi

## Sources et liens externes
- Website officiel du SC Concordia Hamburg
- Guide du football allemand
- Website de supporters
- Archives des ligues allemandes depuis 1903
- Base de données du football allemand